# Julian Podoski
Julian Podoski herbu Junosza (ur. 6 czerwca 1896 w Zwierzyńcu, zm. 30 grudnia 1974 w Łodzi) – polski dziennikarz i powieściopisarz.

## Życiorys
W młodości pobierał nauki w Stanisławowie i Lwowie. Od 1917 studiował filozofię w Moskwie, jednakże przeniósł się na Uniwersytet Lwowski, gdzie w 1923 ukończył studia prawnicze. Następnie mieszkał w Łucku, gdzie jego ociec sprawował urząd starosty. Jako literat zadebiutował w „Kurierze Lwowskim”, ogłaszając epitafium śmierci brata. Jako dziennikarz rozpoczął pracę w wydawanym w Łucku „Kurierze Wołyńskim”, gdzie publikował do 1922. W latach 1924–1926 był korespondentem wołyńskim Iwowskiego „Słowa Polskiego” i sekretarzem „Życia Wołynia” (do 1927) oraz był korespondentem „Kuriera Warszawskiego”. Po przeprowadzce do Warszawy w 1927, podjął stałą współpracę z „Kurierem…”, gdzie jako felietonista i korespondent objazdowy publikował do 1937. Na jego łamach drukował: artykuły, felietony, korespondencje, reportaże, w tym cykle, takie jak m.in.: „Na kresowych szlakach”, „Wzdłuż i wszerz Polski”, „Listy wołyńskie”, „Na rubieży wielkopolskiej”, „Nad polskim morzem”, „Listy z Białegostoku”. Poruszał m.in. tematykę społeczną, polityczną, kulturalną i gospodarczą. Ponadto publikował recenzje literackie, filmowe i teatralne. Współpracował również z czasopismami takimi jak: „Dziennik Wileński”, „Gazeta Warszawska”, „Słowo Radomskie”, „Placówka”, „Polska Zbrojna”, „Świat”, „Głos Narodu”, „Głos Podhala”, „Dziennik Cieszyński”, „Gwiazdka Cieszyńska”, „Kronika Polski i Świata”, „Światowid” i „Tęcza”. W 1928 był redaktorem „Głosu Przedmieść i Letnisk Warszawy”, a w 1938 „Kwadratu”. W latach 30. XX w. odbywał liczne podróże po Europie m.in. do: Włoch, Francji, Austrii i Rumunii, podczas których pisał reportaże, publikowane następnie na łamach „Kuriera Warszawskiego”, w którym zamieszczał także opowiadania, nowele, szkice i obrazki, które zebrał w tomie 1 samowar a nowel 13 (1938). Był także autorem powieści, których akcję osadzał głównie na Kresach Wschodnich.
Podczas II wojny światowej pracował w Warszawie jako majster w wytwórni zabawek i gier. Po powstaniu warszawskim przebywał w Krakowie, gdzie na łamach „Dziennika Krakowskiego” i „Przekroju” publikował felietony. W 1946 został szefem prasowym w Ministerstwie Przemysłu. W latach 1950–1951 był szefem wydziału prasowego podczas przygotowań Kongresu Nauki Polskiej. Później pracował jako sekretarz wydawnictw i wizytator szkół w Centralnym Zarządzie Szkolnictwa Zawodowego Ministerstwa Handlu Wewnętrznego. W latach 1952–1953 jako dziennikarz współpracował z „Dziennikiem Zachodnim” i „Stolicą”, a następnie w latach 1956–1959 z „Expressem Wieczornym” i „Światem Młodych”. Od 1971 pracował jako korespondent „Słowa Powszechnego” w Łodzi.
Był członkiem Stowarzyszenia Dziennikarzy Polskich.

### Życie prywatne
Był synem księgowego i starosty łuckiego – Tadeusza Podoskiego oraz Otylii z domu von Kaiper. Był bratem stryjecznym Wiktora Podoskiego – dyplomaty i Wiktora Podoskiego – grafika. Jego pierwszą żona była Irena z domu Domaszewicz, z którą miał syna – Jana Podoskiego (ur. 1922) – dziennikarza związanego z Polskim Radiem. Jego drugą żoną była Zofia z domu Jaworowska.
Został pochowany w części rzymskokatolickiej Starego Cmentarza w Łodzi.

## Publikacje

### Powieści
- Miss Polonia (Warszawa 1930),
- Rycerze z K.O.P. (Lwów 1933)
- Orły na ziemi (Osadnicy) (Warszawa 1934)
- Kresowi rycerze (Warszawa 1939)
- Sewer szuka skarbu (Warszawa 1950),

### Reportaże
- W pościgu za słońcem Lewantu. Na „Polonii” do Ziemi Świętej (Warszawa 1934)

### Odczyty
Barbaryzacja Ziem Wschodnich (Warszawa 1930)

### Nowele
- 1 samowar a nowel 13 (Warszawa 1938)[2]